# Chumma
Chumma (лат.) — род пауков из семейства Macrobunidae. Ранее включался в состав монотипического семейства Chummidae, включающий всего два вида. Оба вида впервые описаны в 2001 году.

## Описание
Небольшие пауки с тремя когтями на лапах и крепкой головогрудью. Средние и задние паутинные бородавки уменьшены. У самцов вида Chumma gastroperforata есть две пары брюшных карманов, необходимых при спаривании. 

## Распространение
Семейство является эндемиком Южной Африки.

## Классификация
Первоначально род выделяли в отдельное монотипическое семейство Chummidae, затем включали в подсемейство Macrobuninae из Amaurobiidae, а в 2023 году он включён в состав семейство Macrobunidae.
- Chumma bicolor Jocqué & Alderweireldt, 2018 — ЮАР[5]
- Chumma foliata Jocqué & Alderweireldt, 2018 — ЮАР
- Chumma gastroperforata Jocqué, 2001 — ЮАР
- Chumma inquieta Jocqué, 2001 typus — ЮАР
- Chumma interfluvialis Jocqué & Alderweireldt, 2018 — ЮАР
- Chumma lesotho Jocqué & Alderweireldt, 2018 — Лесото
- Chumma striata Jocqué & Alderweireldt, 2018 — ЮАР
- Chumma subridens Jocqué & Alderweireldt, 2018 — ЮАР
- Chumma tsitsikamma Jocqué & Alderweireldt, 2018 — ЮАР